# Omar Ahmed el-Ghazaly
Omar Ahmed El Ghazaly (né le 9 février 1984 au Caire) est un athlète égyptien, spécialiste du lancer du disque. Il mesure 1,96 m pour 120 kg.

## Palmarès

### Championnats du monde d'athlétisme
- Championnats du monde de 2007 à Osaka ( Japon)
  - 5e au lancer du disque
- Championnats du monde de 2007 à Berlin ( Allemagne)
  - finaliste au lancer du disque

### Meilleures performances
- Disque de 1,75 kg : 65,88 m (Le Caire, 7 novembre 2003)
- Disque : 66,58 m (Helsingborg, 28 juin 2007)